# زبابة مكللة
زبابة مكللة (الاسم العلمي: Sorex coronatus) (بالإنجليزية: Millet's Shrew)‏ هي نوع من الثدييات يتبع جنس الزبابة من الفصيلة الزبابات         .	